# 윤활

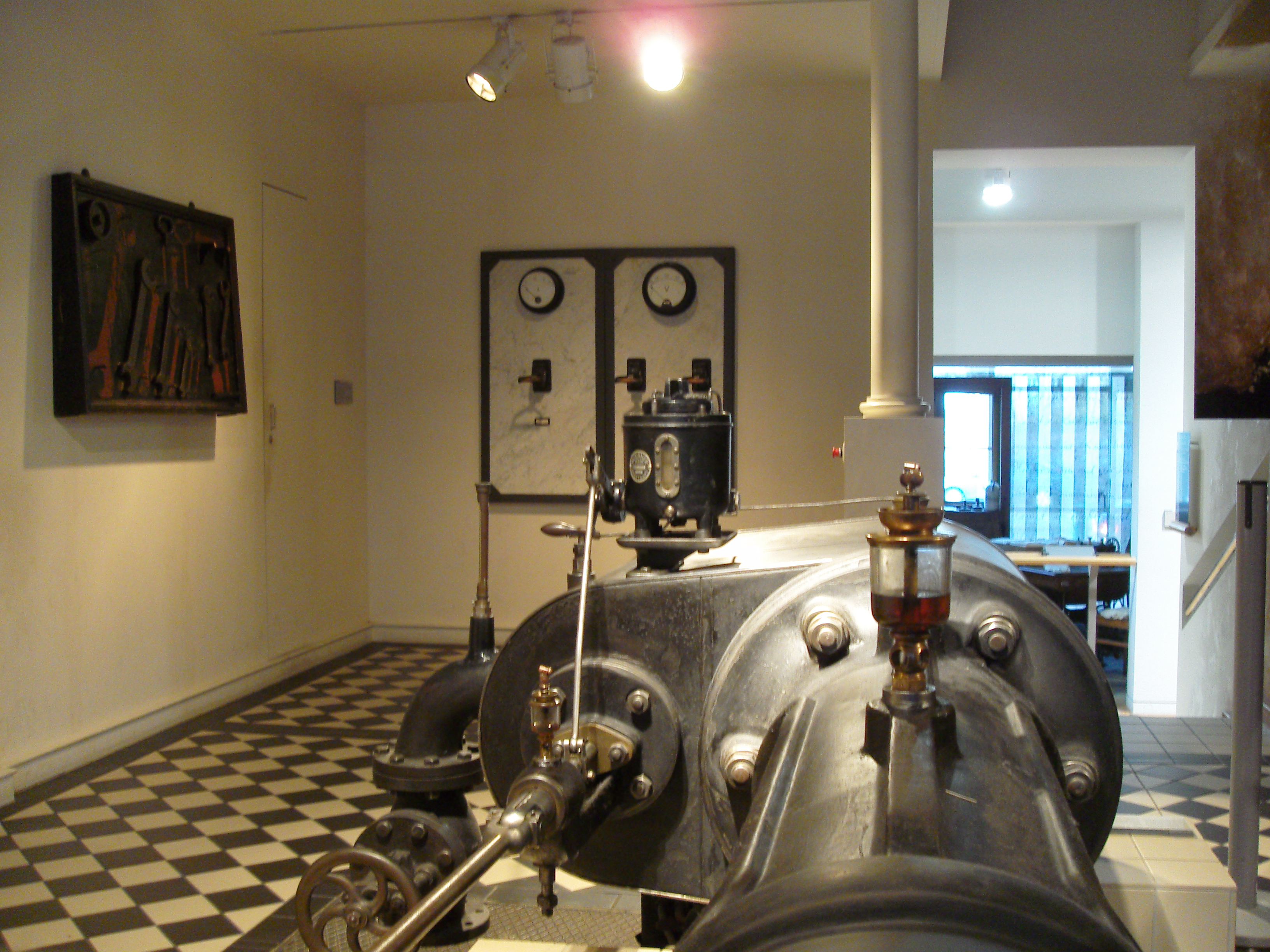

윤활(潤滑, lubrication)은 마찰이나 마모의 감쇄, 베어링의 냉각의 촉진, 이물(異物)의 배제 및 녹의 발생 방지 등을 위해 수행하는 행위이다.
구름베어링은 기본적으로 구름 마찰에 의하며 이는 윤활이 불필요할 뿐 아니라, 윤활제에 의해 점성 저항(粘性抵抗)이 생겨 오히려 구름 마찰을 크게 하는 결과가 된다. 그러나 실제로는 구름베어링의 궤도 면에서는 하중에 의해 구름베어링 접촉면 변형에 의한 차동(差動)미끄럼이 생기게 되며, 리테이너와 전동체(轉動體) 사이에서는 미끄럼 마찰이 생긴다. 그러므로 구름베어링에서도 윤활은 구름 성능 향상을 위해서 중요하다.
윤활유는 광유계(鑛油系)·동식물유계·합성유계 등 다수 있는데, 일반적으로는 광유계 윤활유가 많이 사용된다.
그리스는 반고체(半固體) 또는 고체상(狀)의 윤활제이며, 윤활유에 비하여 점도가 높지만 밀봉성(密封性)이 좋아서 자주 기름을 칠 필요가 없는 적용 개소에 사용된다.
그리스는 증주제(tickner)의 종류에 따라 리튬(Li Grease), 칼슘(Ca Grease), 나트륨(Fibre Grease), 우레아계(Urea Grease) 등, 또 특성으로부터는 내수성(耐水性, Ca Grease) 및 내열성(Fibre Grease) 등으로 분류된다.